# 澳大利亚号战列巡洋舰
澳大利亚号战列巡洋舰，是不倦级战列巡洋舰的三号舰。1909年由澳大利亚政府订购，1911年下水，1913年服役后作为新生的澳大利亚皇家海军旗舰。澳大利亚号是曾经在澳大利亚皇家海军服役过的唯一一艘主力舰。
在第一次世界大战开始时，澳大利亚号的任务是搜寻并摧毁试图从太平洋海域脱逃的德国東亞分艦隊。执行任务中应命令多次改道，先后参与了支援占领德国殖民地德屬新幾內亞与德属萨摩亚的作战行动。海军部的这种谨小慎微的指挥，使得澳大利亚号在东亚分舰队覆灭之前都没有与之交手。随后，澳大利亚号被部署参加了北海作战行动，其间主要担负侦察和训练的任务，直到战争结束。在此期间，澳大利亚号协助进行了早期的海军航空兵实验，11名船员参加了泽布吕赫的作战行动。澳大利亚号由于此前和姊妹舰新西兰号战列巡洋舰的撞击事故而入坞维修，并没有参加日德兰海战。澳大利亚号的主炮在战斗中只有两次开火记录，第一次是1915年1月攻击一艘德国商船，另一次是1917年12月攻击一艘疑似潜艇的船只。
在澳大利亚号返回澳洲水域后，船上的几名水手因为欲申请数日休假前往弗里曼特爾市被拒绝而哗变。然而，在这一事件中，其他的一些因素也促进了哗变事件的发生，包括战时军人假期的大幅缩短，军饷问题，和澳洲官兵自觉在升迁中受到的区别对待。战后，由于军费削减，澳大利亚号降格为训练舰，在1921年转入预备役。随后澳大利亚号应华盛顿海军条约的限武条案被废弃，以节省英国方面的吨位份额。在1924年，澳大利亚号在悉尼港外被凿沉。

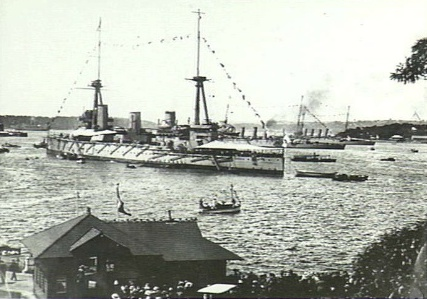
1913年10月4日，澳大利亚号战列巡洋舰以皇家澳洲海军旗舰的舰份第一次离开英国本土驶入悉尼军港。其身后可见悉尼号轻巡洋舰与墨尔本号轻巡洋舰